# Frank B. Zoltowski
Frank B. Zoltowski es un astrónomo australiano. En 1998 recibió el premio Gene Shoemaker NEO Grant por sus mejoras en la búsqueda de objetos cercanos a la Tierra. Zoltowski realiza sus búsquedas desde el denominado Observatorio de Woomera, instalación de su propiedad situada en su residencia en Woomera, Australia. 
Es un prolífico descubridor de asteroides. También es el autor de CCDTRACK, un programa informático para guiar los telescopios controlados electrónicamente de forma automática para seguir a objetos celestes seleccionados por el usuario.
Descubrió que el asteroide (137108) 1999 AN10 podría hacer impacto en la Tierra, pero después se determinó que probablemente pasará a una distancia de unos 37 000 kilómetros del planeta en el año 2027.

## Eponimia
- El asteroide (18292) Zoltowski conmemora su nombre.[3]